# إدي رو
إدي رو (بالإنجليزية: Eddie Roux)‏ هو عالم نبات جنوب أفريقي، ولد في 1903 في بولوكوان في جنوب أفريقيا، وتوفي في 1966.